# Hyperinflation au Zimbabwe

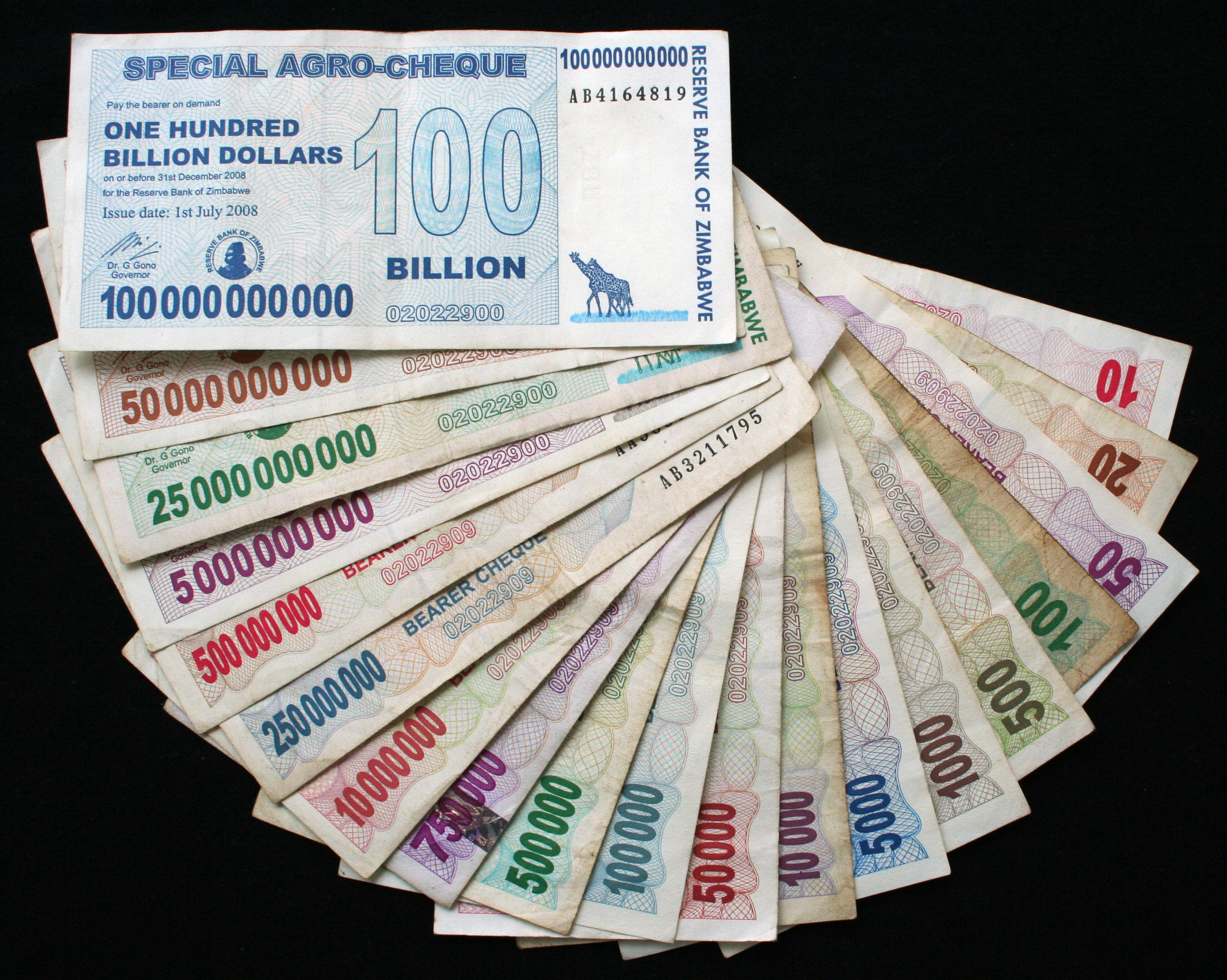
Un échantillon de billets de banque zimbabwéens imprimés entre juillet 2007 et juillet 2008, qui n'ont depuis plus cours, illustre l'important taux d'inflation du pays.

L'hyperinflation au Zimbabwe commence en 2000.  Depuis, cette inflation est le signe le plus visible de la déliquescence de l'économie du pays, où la majorité des échanges commerciaux se font en dollars américains. En juillet 2008, l'inflation est officiellement estimée à 231 millions de pour cent par an.
Finalement, en avril 2009, le gouvernement décide d'abandonner pour au moins un an le dollar du Zimbabwe au profit du rand sud-africain et du dollar américain.

## Contexte

Taux de change officiel, au marché noir et de l'OMIR du 1 janvier 2001 au 2 février 2009 du dollar du Zimbabwe contre le dollar américain

L'hyperinflation débute à la fin des années 1990 avec la réforme agraire accélérée du gouvernement de Robert Mugabe où les fermes appartenant à des blancs sont confisquées pour être redistribuées à des noirs. Cette réforme commence en fait avant et est même un des points des Accords de Lancaster House qui voit naître le Zimbabwe sur les restes de la colonie britannique de Rhodésie du Sud. La réforme agraire vise à acquérir les terres détenues par des blancs (qui représentent 45 % des terres les plus productives) pour les redistribuer à des noirs. Mais les difficultés économiques du pays limitent ses capacités d'acquisition. Cette réforme est d'autant plus importante pour le régime qu'elle est un instrument politique en vue d'asseoir son autorité. La confiscation est donc décidée (connue sous le nom de réforme agraire accélérée) et débute en novembre 1997.
À la suite des nombreuses violations des droits de l'homme par le régime de Robert Mugabe, passées jusque-là sous silence, plusieurs pays occidentaux, comme ceux de l'Union européenne et les États-Unis, sanctionnent certaines personnalités politiques et organisations proches du pouvoir en leur interdisant de séjourner sur leur territoire et en gelant leurs avoirs.
L'économie du Zimbabwe s'effondre. Le taux de chômage est estimé en 2005 à 80 %. Les critiques du gouvernement considèrent que la cause de cette crise économique a pour origine la réforme agraire accélérée, où des personnes proches du pouvoir se sont retrouvées à posséder des fermes qu'ils sont incapables de gérer correctement, créant ainsi une crise alimentaire tournant à la famine, alors que le pays quelques années plus tôt était considéré comme le grenier à blé de l'Afrique australe. A contrario, les partisans du gouvernement voient dans les sanctions des pays occidentaux la cause de la crise économique.
La situation politique est également instable, ce qui rend les investissements étrangers rares. Le président Robert Mugabe est réélu en 2008, mais il était le seul candidat au second tour, son opposant Morgan Tsvangirai s'étant retiré de la course après des violences envers l'opposition, alors qu'il était arrivé en tête au premier tour. Depuis, comme le parlement n'est pas à majorité du Zanu-PF, le parti du président, des accords doivent être trouvés pour l'établissement d'un gouvernement mixte. Durant plusieurs mois des tensions bloquent la situation, mais un gouvernement mixte, dit d'union nationale, est finalement mis en place le 11 février 2009.

## Conséquences

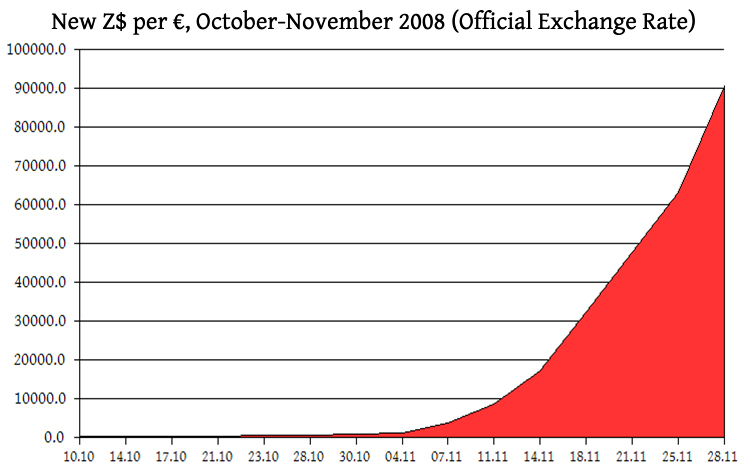
Évolution de la parité du dollar zimbabwéens par rapport à l'euro de octobre à novembre 2008

Cette hyperinflation oblige régulièrement la Banque centrale du Zimbabwe à imprimer des billets ayant sans cesse une plus grande valeur. Ainsi, en janvier 2009, un billet de cent mille milliards de dollars du Zimbabwe, valant 30 dollars américains est mis en circulation.
À la suite des difficultés économiques causées par cette hyperinflation, comme un taux de chômage évalué début 2009 à 94 % selon l'ONU, le taux d'émigration vers les pays frontaliers (Afrique du Sud et Botswana) est en hausse.

## Actions contre l'hyperinflation
Le gouvernement a essayé de maîtriser l'hyperinflation, notamment en gelant les prix en 2007, mais cela n'a eu aucune conséquence car les produits concernés étaient absents des rayons et les clients manquaient d'argent liquide.
Devant l'ampleur de l'hyperinflation, le gouvernement zimbabwéen autorise en janvier 2009 l'utilisation des devises étrangères, faisant de fait disparaître de la circulation le dollar zimbabwéen. Le 9 avril 2009, l'Office central des statistiques (CSO) zimbabwéen note une baisse des prix de 3 % depuis le début de l'année 2009. À la suite de la mise en place en février 2009 d'un gouvernement d'union nationale dont le Premier ministre est Morgan Tsvangirai, opposant de Robert Mugabe, on annonce le 12 avril que le dollar zimbabwéen n'a plus cours pendant au moins un an, le temps que l'économie nationale soit plus solide et que les investissements étrangers reviennent.
Selon le Fonds monétaire international, les prix ont reculé de 7,7 % au total en 2009.
La croissance économique repart ainsi dans la crise financière mondiale de 2007-2008, avec pour l'année 2009 un taux de croissance estimé à 4,7 % et pour 2010 une espérance de 6 à 7 %.